# Poona Ford
Kaylon Nakia „Poona“ Ford Jr. (geboren am 19. November 1995 in Beaufort, South Carolina) ist ein US-amerikanischer American-Football-Spieler auf der Position des Defensive Tackles. Er steht seit 2025 bei den Los Angeles Rams in der National Football League (NFL) unter Vertrag. Vorher spielte er College Football für die University of Texas at Austin und anschließend ab 2018 bei den Seattle Seahawks und anschließend den Buffalo Bills sowie den Los Angeles Chargers in der NFL.

## College
Ford wurde in Beaufort, South Carolina, geboren, wuchs in Pritchardville auf und besuchte die Highschool auf Hilton Head Island. Ab 2014 ging er auf die University of Texas at Austin und spielte College Football für die Texas Longhorns. Bei den Longhorns kam er als Freshman in neun Spielen zum Einsatz, bevor er als Sophomore zwölf Spiele bestritt, davon fünf als Starter. In den folgenden beiden Spielzeiten war er Stammspieler. In der Saison 2017 wurde Ford in das All-Star-Team der Big 12 Conference sowie zum Big 12 Defensive Lineman of the Year gewählt. Dabei kam er auf 31 Tackles, davon acht für Raumverlust, 1,5 Sacks und einen erzwungenen Fumble. Zudem konnte er ein Field Goal blocken. Insgesamt spielte Ford in 46 Partien für die Texas Longhorns, davon 30 als Starter.

## NFL
Ford wurde im NFL Draft 2018 nicht ausgewählt und daraufhin von den Seattle Seahawks als Undrafted Free Agent unter Vertrag genommen. Er schaffte es in den 53-Mann-Kader der Seahawks und wurde in seiner Rookiesaison als Rotationsspieler eingesetzt. Nachdem er bereits zum Ende seiner ersten NFL-Saison zunehmend eingesetzt worden war, kämpfte Ford nach dem Abgang von Shamar Stephen in der Saisonvorbereitung 2019 um eine Rolle als Starter neben Jarran Reed und konnte sich durchsetzen. Seitdem war Ford Stammspieler bei den Seahawks. Nach der Saison 2020, in der er zwei Sacks erzielt hatte, hielten die Seahawks ihn zunächst mit einem Second-Round Tender, statteten ihn aber anschließend mit einem Zweijahresvertrag im Wert von 12,3 Millionen US-Dollar aus. Da die Seahawks seinen Vertrag nach der Saison 2022 nicht verlängerten, wurde er anschließend Free Agent.
Im Mai 2023 unterschrieb er einen Einjahresvertrag bei den Buffalo Bills. Dort spielte er keine größere Rolle und stand in der Hälfte der Spiele nicht im aktiven Kader.
Im März 2024 nahmen die Los Angeles Chargers Ford unter Vertrag. Dort spielte eine seiner bis dahin besten Saisons und erzielte drei Sacks sowie acht Tackles for Loss und eine Interception. Nach Ablauf seines Vertrags unterschrieb er im März 2025 einen Dreijahresvertrag bei den Los Angeles Rams.

### NFL-Statistiken
| Saison                             | Saison | Spiele | Spiele      | Tackles | Tackles | Tackles | Tackles | Interceptions | Interceptions | Interceptions | Interceptions | Interceptions | Fumbles | Fumbles | Fumbles |
| Jahr                               | Team   | Spiele | als Starter | Gesamt  | Solo    | Ast     | Sacks   | PD            | INT           | Yds           | Lng           | TD            | FF      | FR      | TD      |
| ---------------------------------- | ------ | ------ | ----------- | ------- | ------- | ------- | ------- | ------------- | ------------- | ------------- | ------------- | ------------- | ------- | ------- | ------- |
| 2018                               | SEA    | 11     | 1           | 21      | 13      | 8       | 0,0     | 0             | 0             | 0             | 0             | 0             | 0       | 0       | 0       |
| 2019                               | SEA    | 15     | 14          | 32      | 21      | 11      | 0,5     | 1             | 0             | 0             | 0             | 0             | 0       | 1       | 0       |
| 2020                               | SEA    | 16     | 16          | 40      | 25      | 15      | 2,0     | 0             | 0             | 0             | 0             | 0             | 1       | 0       | 0       |
| 2021                               | SEA    | 17     | 17          | 53      | 23      | 30      | 2,0     | 1             | 0             | 0             | 0             | 0             | 0       | 0       | 0       |
| 2022                               | SEA    | 17     | 16          | 35      | 22      | 13      | 3,0     | 2             | 0             | 0             | 0             | 0             | 0       | 0       | 0       |
| 2023                               | BUF    | 8      | 0           | 9       | 5       | 4       | 1,0     | 0             | 0             | 0             | 0             | 0             | 0       | 0       | 0       |
| 2024                               | LAC    | 17     | 17          | 39      | 24      | 15      | 3,0     | 5             | 1             | 3             | 3             | 0             | 0       | 0       | 0       |
| Gesamt                             | Gesamt | 101    | 81          | 229     | 133     | 96      | 11,5    | 9             | 1             | 3             | 3             | 0             | 1       | 1       | 0       |
| Quelle: pro-football-reference.com |        |        |             |         |         |         |         |               |               |               |               |               |         |         |         |